# Сульфид самария
Сульфид самария — бинарное неорганическое соединение, 
металла самария и серы
с формулой SmS,
кристаллы.

## Получение
- Сплавление стехиометрических количеств чистых веществ:

{\displaystyle {\mathsf {Sm+S\ {\xrightarrow {2080^{o}C}}\ SmS}}}

## Физические свойства
Сульфид самария образует кристаллы 
кубической сингонии, пространственная группа F m3m, параметры ячейки a = 0,5970÷0,5863 нм, Z = 4,
структура типа хлорида натрия NaCl
.
Соединение конгруэнтно плавится при температуре 1500 °C, 1940 °C 
или 2080 °C .

## Применение
- Сульфид самария обладает высокой чувствительностью к деформации (тензочувствительностью). Перспективен для создания датчиков давления силы, момента, ускорений и т. п.[4].